# 36340 Vaduvescu
36340 Vaduvescu è un asteroide della fascia principale. Scoperto nel 2000, presenta un'orbita caratterizzata da un semiasse maggiore pari a 2,4644767 au e da un'eccentricità di 0,2029061, inclinata di 1,55316° rispetto all'eclittica.
L'asteroide è dedicato all'astronomo rumeno Ovidiu Vaduvescu.